# 王福中
王福中（1939年—），河北人，中国人民解放军将领、中国人民解放军武警中将。 
1999年，授予中国人民解放军武警中将，曾任武警部队副司令员。 